# Pirka
pirka（ピリカ）は、2007年5月にオリエンタルアーツ社の技術者を中心に発足したオープンソースWebアプリケーションフレームワークのプロジェクトである。
美しいプログラミングの実現を目指して、アイヌ語で「美しい」という意味の「ピリカ」と命名された。
開発効率向上のため、Webアプリケーション特有なセッションの管理やセキュリティ保障などの共通部分をpirka側で担当するように設計されている。